# Mexicul în flăcări
Mexicul în flăcări  este un film de aventuri-dramatic din 1982 regizat de Serghei Bondarciuk. A fost coprodus de Uniunea Sovietică (unde a fost lansat sub numele de Красные колокола. Фильм 1. Мексика в огне - Krasnye kolokola, film pervyy - Meksika v ogne ), Italia (unde este cunoscut sub numele de Messico în Fiamme ) și Mexic (unde titlul său este Campanas rojas). Este primul dintr-o serie formată din două părți, care prezintă viața și cariera lui John Reed, jurnalistul comunist revoluționar care deja a inspirat filmul Roșii regizat de Warren Beatty. Acest capitol se concentrează pe reportajul lui Reed despre revoluția mexicană din 1915.

## Distribuție
- Franco Nero – John Reed
- Ursula Andress – Mabel Dodge
- Jorge Luke – Emiliano Zapata
- Eraclio Zepeda – Pancho Villa
- Blanca Guerra – Isabel
- Sydne Rome – Louise Bryant
- Lev Durov - Schreuder